# 坛山街道
坛山街道，是中华人民共和国山東省枣庄市峄城区下辖的一个乡镇级行政单位。

## 行政区划
坛山街道下辖以下地区：
工农社区、立新社区、兴国社区、牌坊社区、中心社区、邵楼社区、魁星社区、利民社区、仙坛社区、中桥社区、后桥社区、徐楼社区、岳庄社区、岳台社区、前湾社区、后湾社区、侯桥社区、孔村社区、张店社区、刘村社区、南关社区和王府庄社区。